# Marianne Vos
Pour les articles homonymes, voir Vos.
Marianne Vos , née le 13 mai 1987 à 's-Hertogenbosch (Bois-le-Duc en français) aux Pays-Bas est une cycliste néerlandaise. Par ses résultats, elle est souvent comparée à son homologue masculin, le Belge Eddy Merckx comme étant « la meilleure cycliste de [sa] génération »,.
Elle pratique au haut-niveau trois disciplines différentes du cyclisme : la route, la piste et le cyclo-cross. En 2008, elle devient à 21 ans la première cycliste sacrée championne du monde dans ces trois disciplines.
Elle compte notamment à son palmarès deux médailles d'or olympique : la course aux points aux Jeux olympiques de Pékin en 2008 et la course sur route aux Jeux olympiques de Londres en 2012. Elle est également huit fois championne du monde de cyclo-cross (en 2006, de 2009 à 2014 et en 2022) et deux fois sur piste (la course aux points en 2008 et le scratch en 2011). Elle remporte sur route trois maillots arc-en-ciel en 2006, 2012 et 2013, terminant à cinq reprises à la deuxième place entre ses deux premières victoires. Elle brille également sur les grands tours en remportant à trois reprises le Tour d'Italie, ainsi qu'en gravel, discipline dans laquelle elle remporte le titre mondial en 2024.

## Biographie

### Les premières années

#### Les débuts
Marianne Vos est née à 's-Hertogenbosch  (Bois-le-Duc  en français, Brabant-Septentrional, Noord-Brabant en néerlandais) aux Pays-Bas, et vit dans le petit village de Meeuwen. Elle commence le cyclisme à l'âge de six ans après avoir observé son frère aîné, Anton, s’entraîner. Dans un premier temps, elle ne fait que s'entraîner avec l'équipe de son frère, elle n'est pas autorisée à participer à des courses officielles. L'hiver suivant, elle commence le cyclo-cross. À huit ans, elle participe à ses premières courses. Comme beaucoup de jeunes néerlandais, Marianne Vos pratique également le patinage de vitesse et le roller de vitesse. À 14 ans, elle remplace le roller par le VTT.

#### Premières victoires
Marianne Vos obtient ses premiers résultats significatifs lors de la saison 2001-2002. Elle remporte ses premiers cyclo-cross, à 14 ans, devant des filles bien plus âgées. En août 2002, elle gagne son tout premier titre, le championnat des Pays-Bas sur route cadettes. Elle termine deuxième du contre-la-montre de ces mêmes championnats, derrière Roxane Knetemann. Elle devient championne des Pays-Bas de VTT chez les juniors (catégorie d'âge 17-18 ans) alors qu'elle est cadette 1re année. Le 22 décembre, elle monte sur son premier podium de Coupe du monde à Kalmthout.
En 2003, toujours face aux juniors, Vos défend avec succès son titre national en VTT. Elle gagne la médaille de bronze au championnat d'Europe de VTT juniors derrière la Suissesse  Bettina Schmid  et la Tchèque Tereza Huříková. Lors des championnats des Pays-Bas du contre-la-montre cadettes, elle finit à nouveau deuxième, devancée cette fois par Maxime Groenewegen. Elle participe également à ses premiers championnats des Pays-Bas de cyclo-cross (toutes catégories), où elle prend la troisième place à une minute de la lauréate Daphny van den Brand. En fin d'année, elle prend la médaille d'argent du premier championnat d'Europe de cyclo-cross derrière l'Allemande Hanka Kupfernagel.

### Carrière professionnelle

#### 2004: championne du monde sur route juniors
Poursuivant sa saison de cyclo-cross, elle obtient ses premières victoires au niveau international à Surhuisterveen puis à Pijnacker-Nootdorp. Lors de cette dernière, elle s'impose devant deux des meilleures cyclistes de la discipline, Hanka Kupfernagel et Daphny van den Brand et remporte à 17 ans sa première manche de Coupe du monde. Elle termine septième du championnat du monde de cyclo-cross et deuxième du classement général de la compétition.

En fin d'année, elle ajoute une victoire à Gieten et termine troisième de la Coupe du monde de Milan.
Pour la troisième fois d'affilée, elle devient championne des Pays-Bas de VTT juniors. Elle termine troisième des championnats nationaux sur route et du contre la montre juniors, titres glanés par Eleonora van Dijk. En fin d'année, elle dispute à Vérone le championnat du monde sur route junior. À 17 ans et en tant que première année junior, elle remporte le titre mondial en solitaire, grâce à une attaque dans le final de la course. Elle devance de 30 secondes l'Italienne Marta Bastianelli et sa compatriote Eleonora van Dijk. Elle termine cinquième de l'épreuve contre-la-montre de ces championnats.

#### 2005: la montée en puissance
Cette saison voit la néerlandaise progresser dans les trois disciplines. Elle prend la deuxième place du championnat des Pays-Bas de cyclo-cross derrière Daphny van den Brand. En VTT, elle s'adjuge son quatrième titre national dans la catégorie junior, avant de remporter une manche de la Coupe du monde junior à Houffalize.
Auréolée de son titre mondial, elle remporte son premier titre national sur route dans la même catégorie, en devançant la tenante du titre Ellen van Dijk. Elle se classe troisième de l'épreuve contre-la-montre, derrière Van Dijk et Maxime Groenewegen. Dès lors, Vos participe à des courses sur route avec les professionnelles. Elle remporte notamment le Circuit de Borsele devant Adrie Visser. Les Pays-Bas, vainqueurs des trois dernières éditions du championnat junior féminin, se présentaient comme les favoris aux Mondiaux de Salzbourg avec Marianne Vos en chef de file. Elle termine finalement deuxième de la course, battue au sprint par la Danoise Mie Bekker Lacota.
Par la suite, Vos reprend la saison de cyclo-cross. Six semaines après sa médaille d'argent de Salzbourg, elle s'impose à Harderwijk et Suameer. Son objectif suivant est le championnat d'Europe de cyclo-cross à Pont-Château, en France. Son rôle est d'aider Daphny van den Brand à glaner le titre. Elle s'impose finalement au sprint devant les favorites, y compris van den Brand, qui se contente de l'argent. Après le championnat d'Europe, elle gagne deux nouveaux cyclo-cross à Gieten et Loenhout.

#### 2006: double championne du monde sur route et en cyclo-cross
Elle poursuit sa saison de cyclo-cross et remporte le 1er janvier à Pétange sa première course de l'année 2006. Moins d'une semaine plus tard, le championnat des Pays-Bas disputé à Huijbergen se résume à un nouvel affrontement entre Vos et van den Brand. Cette fois-ci, van den Brand s'adjuge le titre devant Marianne Vos. Elle se concentre ensuite sur le championnat du monde de cyclo-cross, organisé dans son propre pays, à Zeddam. Le jour de la course, le 29 janvier 2006, elle est en excellente forme, et seules Hanka Kupfernagel et Daphny van den Brand parviennent à l'accompagner. Van den Brand perd le contact lors d'un changement de vélo et doit se contenter du bronze. La médaille d'or est attribuée dans les derniers mètres lorsque Vos parvient à battre au sprint Kupfernagel.
Au cours de la saison sur route, elle prend part à Gracia Orlova, une course par étapes en République tchèque, où elle remporte la cinquième étape avec plus de 2 minutes d'avance sur le peloton. Dans la même semaine, elle s'adjuge pour la deuxième fois consécutive le Circuit de Borsele, en battant Vera Koedooder et Bertine Spijkerman. En Espagne, elle participe à l'Emakumeen Bira et s'adjuge la première étape. Elle revient aux Pays-Bas pour disputer le championnat sur route à Maastricht. Elle s'adjuge son premier titre sur route chez les élites devant Sharon van Essen et Suzanne de Goede. Le 28 juin, elle est nommée meilleurs espoirs néerlandais de l'année 2006 devant l'athlète Laurien Hoos et le gymnaste Epke Zonderland.
Quelques semaines plus tard, elle est la plus forte sur le Circuit de Fauquemont-sur-Gueule (Valkenburg), où elle termine une nouvelle fois devant de Goede. Étant donné son âge (19 ans), elle peut participer au championnat d'Europe sur route espoirs de Fauquemont-sur-Gueule. Elle remporte la médaille d'or au sprint devant l'Italienne Tatiana Guderzo. Elle gagne dans la foulée deux étapes et le classement général du Tour féminin en Limousin. En juillet, elle remporte des critériums à Steenwijk, Draai van de Kaai, Oostvoorne et Pijnacker. En août, elle signe un contrat de cinq ans avec l'équipe néerlandaise DSB-Ballast Nedam. Il ne fallut pas longtemps avant qu'elle ne gagne sa première course avec DSB, puisqu'elle s'impose le 21 août lors de la quatrième étape du Trophée d'Or féminin.
Avec la médaille d'argent remportée en 2005 à l'esprit, Vos participe à nouveau au championnat du monde sur route, mais cette fois-ci face aux professionnelles. À Salzbourg, elle reste dans le peloton jusqu'à ce que la Britannique Nicole Cooke décide d'attaquer dans le cinquième des six tours de circuit. Cooke est rejointe seulement par la Suissesse Nicole Brändli et Marianne Vos. Plusieurs cyclistes font la jonction quelques kilomètres plus loin. L'Allemande Judith Arndt s'échappe à son tour du groupe, accompagnée par Vos. Elles restent devant pendant quelques minutes puis se font rejoindre. Le groupe d'une quinzaine de coureuses reste groupé malgré des nouvelles tentatives d'échappées. La course se joue lors d'un sprint dominé par Marianne Vos, qui remporte un nouveau maillot arc-en-ciel, après celui obtenu en cyclo-cross en début d'année. Sa saison sur route se termine sur une deuxième place lors du Tour de Toscane.
Elle reprend sa saison dans les sous-bois, où elle enchaîne les victoires dans le cyclo-cross internationaux. Elle remporte la deuxième manche de la Coupe du monde de cyclo-cross 2006-2007 à Trévise. En décembre, elle ne conserve pas son titre de championne d'Europe de cyclo-cross, mais termine troisième d'une course remportée par van den Brand.

#### 2007-2012: numéro 1 mondiale

##### 2007: vainqueur de la Coupe du monde
Après une deuxième place derrière Daphny van den Brand lors du championnat national, Marianne Vos défend son premier titre de championne du monde, lors des mondiaux de cyclo-cross organisés en 2007 à Hooglede-Gits, en Belgique. Pas à son meilleur niveau durant la course, elle ne termine finalement que septième à plus d'une minute de la Française Maryline Salvetat.
Lors de la saison sur route, elle collectionne les victoires (24 au total) et les places d'honneur. Après avoir terminé troisième du Tour des Flandres féminin et du Tour de Drenthe, elle remporte la Flèche wallonne féminine, sa première victoire sur une épreuve de Coupe du monde sur route. Elle s'adjuge également en fin de saison le Tour de Nuremberg, qui est la dernière épreuve de la Coupe du monde, ce qui lui permet de remporter la compétition avec 70 points d'avance sur Nicole Cooke. Parmi ses autres performances, elle remporte quatre étapes du Tour de l'Aude et une du Tour d'Italie. Elle devient championne d'Europe sur route espoirs pour la deuxième fois. Elle termine deuxième du championnat du monde sur route, en concédant son titre à l'Italienne Marta Bastianelli qui s'est échappée en solitaire dans les 15 derniers kilomètres de la course. Elle termine la saison numéro 1 mondiale.

##### 2008: championne olympique
Elle met de côté la saison de cyclo-cross 2007-2008, où elle se contente de cibler deux échéances : le championnat du monde, où elle remporte la médaille d'argent et le championnat national (qu'elle termine quatrième). À la place, elle décide de participer aux compétitions sur piste dans le but d'être sélectionnée aux mondiaux et surtout aux Jeux olympiques. Elle prend part à des manches de Coupe du monde, principalement dans les disciplines du scratch et la course aux points. Cette dernière est une discipline olympique. Ainsi, début décembre, elle remporte à Pékin la course scratch et la course aux points. Dans la foulée, elle s'adjuge dans ces deux épreuves le titre national. En janvier 2008, elle termine sixième de la course aux points de Los Angeles, puis elle remporte le scratch à Copenhague. Elle décide de s'aligner uniquement à l'épreuve de la course aux points des mondiaux sur piste de Manchester. Elle remporte le titre mondial dans une course où elle réussit à prendre un tour avec deux autres concurrentes sur le reste des engagées. À 20 ans, elle devient la première femme de l'histoire à être sacrée championne du monde dans trois disciplines cyclistes. Après cette victoire, certains médias évoquent le fait qu'elle a gagné une triple couronne unique dans l'histoire.
Sur route, elle remporte à nouveau 24 victoires, dont la Flèche wallonne pour la deuxième année consécutive. Elle termine troisième du classement général de la Coupe du monde 2008 en ne participant qu'à quatre manches sur les onze au programme. Elle remporte trois courses par étapes internationales : Gracia Orlova, la Vuelta a Occidente et l'Emakumeen Bira. Quelques jours avant les Jeux olympiques, elle devient championne des Pays-Bas sur route. Le 10 août, elle fait partie des favorites de la course en ligne, mais elle ne prend que la sixième place de la course remportée par la Britannique Nicole Cooke. Quatre jours plus tard elle termine 14e de l'épreuve du contre-la-montre. Le 18 août, elle remporte le titre olympique sur l'épreuve de la course aux points. Comme aux mondiaux, elle prend un tour à ses adversaires, mais cette fois elle est la seule à réussir cette performance. En fin de saison, elle termine à nouveau deuxième du championnat du monde remporté au sprint par la nouvelle championne olympique Nicole Cooke. Marianne Vos termine pour la deuxième année, numéro 1 mondial.

##### 2009 à 2011
Elle participe à la Grande Boucle féminine internationale et se classe deuxième du contre-la-montre inaugural. Elle est troisième de la troisième étape et vainqueur de la dernière étape. Elle finit troisième du classement général, porte le maillot de la meilleure jeune et des sprints.

##### 2012: championne olympique et du monde
Marianne Vos remporte au sprint le Tour de Drenthe, la première manche de la Coupe du monde. Elle gagne ensuite le Trophée Alfredo Binda en solitaire.
Au mois d'avril, elle participe aux pré-mondiaux à Fauquemont-sur-Gueule. Elle s'échappe avec sa coéquipière Annemiek van Vleuten, Sharon Laws et Emma Pooley. Dans un virage, elle se fait heurter par une moto de sécurité qui a mal anticipé sa trajectoire. Elle termine la course et laisse sa coéquipière s'imposer. Les radios révèlent ensuite une fracture de la clavicule. Elle doit ainsi renoncer au Tour des Flandres et à la Flèche wallonne.
Au Tour d'Italie, Marianne Vos gagne cinq des neuf étapes ainsi que le classement général. Elle remporte deux des quatre étapes du Tour du Limousin en vue des Jeux olympiques de Londres. Elle prend le départ de la course en lignes des Jeux olympiques en tant que favorite. Après de nombreuses attaques d'Ellen van Dijk pour préparer le terrain. Marianne Vos place un contre après la première ascension du Box Hill. Elle est suivie par Shelley Olds mais le peloton ne les laisse pas partir. Au début de la deuxième ascension du Box Hill, Marianne Vos attaque de nouveau suivie par Elizabeth Armitstead et Alena Amialiusik. Ils ne font pas d'écart. Après la descente, Olga Zabelinskaïa part en solitaire. Marianne Vos attaque alors en poursuite. Elle est prise en chasse par Elizabeth Armitstead et Shelley Olds. Les trois reviennent à leur tour sur la tête de course. Olds crève à une dizaine de kilomètres de l'arrivée. L'échappée compte une avance en dessous de la minute jusqu'au bout. Marianne Vos lance le sprint et s'impose,. En août, elle effectue une première sélection loin de l'arrivée au Grand Prix de Plouay, seule Tiffany Cromwell et Elisa Longo Borghini parviennent à la suivre. Elle part ensuite au pied de la côte de Ty Marrec dans le dernier tour pour s'imposer seule.
Au Holland Ladies Tour, elle se classe deuxième de la première étape mais s'empare de la tête du classement général grâce aux bonifications. Sur la deuxième étape, la formation Rabobank termine troisième à cinquante-sept secondes de l'équipe Specialized-Lululemon. Marianne Vos est deuxième de la troisième étape au sprint, puis gagne la quatrième étape. Dans la dernière étape, elle dynamite la course afin de remporter l'épreuve. Elle est seulement suivie par Evelyn Stevens. À l'arrivée, les écarts sont importants et la Néerlandaise gagne son tour national.
Aux championnats du monde qui se déroulent à Fauquemont-sur-Gueule, elle finit avec la formation Rabobank à la quatrième place des premiers championnats du monde de contre-la-montre par équipes. Sur la course en ligne, elle attaque à deux tours de l'arrivée dans le Cauberg. Elle rattrape rapidement le groupe d'échappée. Le tour suivant, elle accélère de nouveau dans le Cauberg et n'est suivie que par Elisa Longo Borghini, Anna van der Breggen et Rachel Neylan. Elle renouvelle l'opération dans le dernier tour afin de s'imposer seule.
Elle termine la saison à la première place mondiale, la victoire sur la Coupe du monde, sur les championnats du monde et les Jeux olympiques.

##### 2014: une domination remise en cause
La saison de cyclo-cross permet à Marianne Vos de s'illustrer. En Coupe du monde, elle remporte les épreuves de Fauquemont et de Nommay. Elle conserve son titre national, répétition générale pour les championnats du monde qui ont lieu à Hoogerheide. Elle s'y impose facilement devant Eva Lechner.
Début 2014, Marianne Vos est opérée d'un kyste qui l'a gênée durant toute la saison précédente. Elle doit donc repousser sa rentrée à la Flèche wallonne. Elle y aide Pauline Ferrand-Prévot à s'imposer. Au Festival Luxembourgeois du cyclisme féminin Elsy Jacobs, elle remporte le prologue et la deuxième étape. Elle continue sur sa lancée au Women's Tour en s'adjugeant les trois dernières étapes au sprint et ainsi le classement général par le biais des bonifications. Elle gagne ensuite le 7-Dorpenomloop van Aalburg, Gooik-Geraardsbergen-Gooik, la Durango-Durango Emakumeen Saria puis deux étapes de l'Emakumeen Bira.
Au Tour d'Italie, elle est deuxième du prologue puis remporte la première étape détachée et s'empare définitivement du maillot rose. Elle gagne au sprint les quatrième et cinquième étapes. Bien assistée par Pauline Ferrand-Prévot et Anna van der Breggen, elle concède quinze secondes à Emma Pooley sur la sixième étape. Elle gagne au sprint le lendemain. Lors de l'arrivée au sommet de San Domenico di Varzo, elle perd une minute trente face à la Britannique et trente secondes face à Pauline Ferrand-Prévot qu'elle ne devance au général plus que de seize secondes. Elle termine néanmoins troisième de la dernière étape et s'assure la victoire finale. Elle gagne également le classement par points.
Après avoir contribué à la création de l'épreuve, Marianne Vos se montre la plus rapide au sprint sur La course by Le Tour de France. La semaine suivante, elle gagne de la même manière le Tour de Bochum, manche de Coupe du monde cette année-là. Au Tour de Norvège, Marianne Vos s'impose sur le prologue et sur la deuxième étape. Elle fait ensuite partie de la composition de la formation qui termine deuxième du contre-la-montre par équipes de l'Open de Suède Vårgårda derrière l'équipe Specialized-Lululemon. Elle se classe ensuite quatrième de la course en ligne. Elle se classe deuxième à Plouay, après avoir protégé l'échappée de sa coéquipière Lucinda Brand qui s'impose,.
Sur la course en ligne des championnats du monde, Marianne Vos se montre très attentive et marque plusieurs de ses adversaires durant la course. Avec Lizzie Armitstead et Elisa Longo Borghini, elle est la seule à parvenir à suivre l'attaque d'Emma Johansson dans la dernière ascension. Elles effectuent la descente ensemble, mais ne coopèrent pas sur le plat. Emma Johansson part mais est prise en chasse par Marianne Vos. Elisa Longo Borghini place un contre, mais la Néerlandaise réagit aussitôt. Les quatre échappées tergiversent au passage de la flamme rouge. Elles sont reprises par le groupe de poursuivantes. Marianne Vos lance le sprint, mais se fait remonter par Pauline Ferrand-Prévot qui s'impose,.
En fin de saison 2014, Marianne Vos est élue coureuse néerlandaise de l'année pour la neuvième année consécutive. Pour sa reprise en cyclo-cross, elle se classe deuxième de la manche de Coupe du monde de Namur, puis remporte quelques jours après celle de Heusden-Zolder.

#### 2015: saison blanche
En janvier 2015, lors du championnat du monde, elle doit se contenter de la médaille de bronze. Elle restait sur six victoires consécutives aux mondiaux. Le 25 janvier, elle se blesse lors de la dernière manche de la Coupe du monde de Hoogerheide aux ischios gauche. Elle décide de retarder le début de sa saison sur route.
Gênée par des pépins physiques en début d'année, elle ne commence sa saison sur route que fin avril au Ronde van Gelderland où elle se classe sixième. Elle se brise toutefois une côte en reconnaissant un circuit VTT immédiatement après.
En juin 2015, elle fait partie des treize cyclistes élus à la Commission des Athlètes au sein de l'UCI. En juillet, elle annonce mettre un terme à sa saison sur route, car elle n'est pas encore rétablie de sa fracture de côte et estime son niveau insuffisant pour reprendre l'entraînement. Elle déclare donc forfait pour les mondiaux de Richmond, aux États-Unis et son objectif de se qualifier aux Jeux de Rio en VTT s'éloigne.

#### 2016: équipière de l'année
En mars, elle annonce son retour à la compétition pour le Drentse 8. Au Women's Tour, Marianne Vos est deuxième du sprint massif qui conclut la première étape. Après des places sur les étapes suivantes, elle remporte ensuite la quatrième au sprint. Elle est quatrième de l'épreuve et remporte le classement par points.
Sur le Tour de Thuringe, Marianne Vos gagne la première étape au sprint,. Le lendemain, Olga Zabelinskaïa prend une vingtaine de secondes d'avance sur le peloton et dépossède la Néerlandaise de la tête du classement général malgré sa deuxième place,. Marianne Vos s'adjuge la troisième étape, mais se classe huitième du contre-la-montre,. Elle gagne la cinquième étape et termine la course à la cinquième place,.
Sur la course en ligne olympique, elle joue un rôle d'équipière, marquant notamment les attaques des autres nations. Elle réitère sur les championnats du monde, où elle est le poisson pilote de Kirsten Wild. Le site cyclingtips lui attribue pour ces performances, le titre d'équipière de l'année. Ce titre ne doit pas occulter son retour au premier plan avec une quatrième place au classement UCI.
En cyclo-cross, elle obtient des résultats en fin d'année avec la manche de Coupe du monde de Zolder et celle de Superprestige de Diegem.

#### 2017: championne d'Europe
En cyclo-cross, elle remporte le titre national puis deux manches de Coupe du monde. Aux championnats du monde, elle doit se contenter de la deuxième place derrière Sanne Cant.
Marianne Vos participe aux Strade Bianche et au Tour de Drenthe avant d'effectuer une pause. Elle revient fin avril et s'impose chez elle à Aalburg avant de gagner à Gooik-Geraardsbergen-Gooik. Au Women's Tour, alors qu'elle affiche une bonne forme, elle chute et se casse la clavicule sur la troisième étape. Elle revient sur le BeNe Ladies Tour. Elle remporte les deux dernières étapes et le classement général.
Elle fait partie de la bonne échappée sur la course en ligne des championnats d'Europe. Elle devance au sprint Giorgia Bronzini et ajoute ce titre à son palmarès. Elle est ensuite deuxième du sprint de l'Open de Suède Vårgårda. Toujours en août, elle participe au Tour de Norvège. Elle est deuxième du prologue puis grâce aux bonifications finit par s'adjuger le classement général final. Au Tour de Belgique, elle se livre à un duel face à Jolien D'Hoore avec une victoire d'étape au passage. Au départ de la dernière étape, les deux coureuses sont dans la même seconde au classement général. L'équipe WM3 joue la carte Anouska Koster pour mettre en difficulté la Belge. Anouska Koster remporte l'étape et le classement général, Marianne Vos est troisième.

#### 2018: reine de l'été
Au Tour de Drenthe, Marianne Vos prend la cinquième place,. Au Trofeo Alfredo Binda-Comune di Cittiglio, Marianne Vos est deuxième du sprint du peloton derrière Chantal Blaak et est donc troisième de la course,.
En juin, sur le Women's Tour, Marianne Vos se classe sixième de la première étape au sprint. Marianne Vos est deuxième du sprint de la deuxième étape, coiffée par Coryn Rivera,,. Elle finit troisième des trois étapes suivantes. Elle est deuxième du classement général. Marianne Vos gagne le sprint du peloton de la cinquième étape du Tour d'Italie,. Elle gagne ensuite le BeNe Ladies Tour. À la RideLondon-Classique, elle est deuxième du sprint, remontée par Kirsten Wild. Sur la Open de Suède Vårgårda, Marianne Vos attaque dans le premier secteur forestier avec Anna van der Breggen et Cecilie Uttrup Ludwig, mais elles sont rapidement reprises. Au bout de cette course animée, Marianne Vos lance son sprint peu avant le dernier virage. Elle s'impose largement. Au Tour de Norvège, Marianne Vos gagne les deux premiers sprints intermédiaires de la première étape avant de s'imposer au sprint. Un scénario identique se répète le lendemain. Sur la troisième étape également, Marianne Vos s'impose. Elle remporte donc le classement général et le classement par points. Au Grand Prix de Plouay, au sprint, Eugenia Bujak lance mais est remontée par Marianne Vos. Cependant c'est Amy Pieters qui grâce à un très bon final parvient à s'imposer. Marianne Vos est deuxième. Marianne Vos est alors leader du classement World Tour mais annonce qu'elle fait l'impasse sur les épreuves suivantes pour préparer la saison de cyclo-cross.
Elle se distingue en Coupe du monde, en remportant les manches de Waterloo et de Berne en octobre, puis à Zolder en décembre.

#### 2019
En cyclo-cross, elle gagne la manche de Coupe du monde de Pontchâteau. Elle remporte la compétition. Aux championnats du monde, elle est à la lutte pour le titre mais se classe troisième.
Aux Strade Bianche, elle tente de suivre l'attaque d'Annemiek van Vleuten sans succès, elle se classe septième,. Elle gagne ensuite le Trofeo Alfredo Binda-Comune di Cittiglio au sprint. Elle gagne en mai une étape et le classement général du  Tour de Yorkshire, puis en juin une étape du Women's Tour. Elle y est néanmoins prise dans une chute collective et doit abandonner. Marianne Vos est deuxième du championnat des Pays-Bas sur route, battue au sprint par Lorena Wiebes.
Sur le Tour d'Italie, elle remporte la deuxième, troisième, septième et dixième étape, elle termine ainsi ce Tour d'Italie deuxième au classement par points. Elle remporte sa deuxième victoire à La course by Le Tour de France à Pau en sortant la dernière côte du parcours,.

#### 2020
Elle est sixième des Strade Bianche. Sur la course en ligne des championnats d'Europe, l'attaque de Marianne Vos à environ trente-cinq kilomètres de l'arrivée met sur orbite Annemiek van Vleuten, qui s'impose. Marianne Vos est huitième. À la course by Le Tour de France, au début du deuxième tour, Annemiek van Vleuten accélère dans la côte. Seules Elisa Longo Borghini, Elizabeth Deignan, Marianne Vos, Katarzyna Niewiadoma et Demi Vollering gardent le contact. Dans le final, la première attaque vient d'Elisa Longo Borghini à environ deux kilomètres et demi de l'arrivée. Marianne Vos est cependant attentive. Elisa Longo Borghini lance le sprint à environ quatre cents mètres de la ligne. Marianne Vos réagit et la passe immédiatement. Elizabeth Deignan décrochée au départ revient progressivement avant de passer Marianne Vos dans les derniers mètres.
Au Tour d'Italie, sur la troisième étape, la victoire se joue dans la côte finale. Marianne Vos s'impose et Ashleigh Moolman est huitième. Marianne Vos gagne au sprint les cinquième et sixième étapes,. Sur la septième étape, elle chute à 1,2 km de l'arrivée. Finalement, elle remporte le classement par points.
Sur la course en ligne des championnats du monde, Marianne Vos suit la première accélération d'Anna van der Breggen sur la côte Mazzolano. Elle est cependant distancée dans la Cima Gallisterna. Elle se maintient dans un groupe de poursuite et gagne le sprint. Elle est quatrième. Sur Liège-Bastogne-Liège, un groupe de huit favorites dont Marianne Vos sort peu avant la côte de la Vecquée. Elizabeth Deignan attaque dans la côte de la Redoute depuis ce groupe et n'est plus rejointe. Marianne Vos est quatrième de la course.

#### 2021
Le 19 octobre 2020, il est annoncé qu'elle rejoint la nouvelle équipe Team Jumbo-Visma en 2021.
Elle est septième des Strade Bianche, puis deuxième du Trofeo Alfredo Binda-Comune di Cittiglio. À Gand-Wevelgem, elle s'impose au sprint. Elle fait de même à l'Amstel Gold Race après un regroupement dans le final. À La course by Le Tour de France, elle sprinte mais Demi Vollering la remonte et s'impose. Vos est troisième. Elle remporte deux étapes du Tour d'Italie et franchit ainsi la barre des 30 victoires sur l'épreuve. Elle gagne le sprint du peloton sur la course en ligne des Jeux olympiques, soit la cinquième place. Elle gagne deux étapes du Simac Ladies Tour. Après une contre-performance sur les championnats d'Europe, elle fait figure de favorite pour les championnats du monde. L'épreuve se conclut au sprint. Marianne Vos ne parvient pas à remonter Elisa Balsamo mieux emmenée. C'est la sixième fois de sa carrière qu'elle prend la médaille d'argent. À Paris-Roubaix, Marianne Vos attaque dans le secteur de Camphin-en-Pévèle à la poursuite de Lizzie Deignan. Elle ne peut revenir et prend la deuxième place.

#### 2022
Fin janvier, aux États-Unis, Marianne Vos devient pour la huitième fois de sa carrière championne du monde de cyclo-cross, à l'issue d'un duel serré avec sa compatriote et tenante du titre Lucinda Brand. Elle décroche ainsi son premier titre dans la discipline depuis 2014, seize ans après sa première victoire en 2006.
Vos ambitionne de remporter Paris-Roubaix. Pour cela elle renonce à participer la semaine précédente à la classique de son pays, l'Amstel Gold Race. Elle est cependant contrainte de renoncer à Paris-Roubaix le matin même de l'épreuve en raison d'un test positif au SARS-CoV-2.
Lors du Tour de France Femmes, elle s'adjuge au sprint la 2e étape devant Silvia Persico et Katarzyna Niewiadoma et prend possession du maillot jaune détenu par Lorena Wiebes. Elle récidive en remportant une nouvelle fois au sprint la 6e étape. À l'issue de l'épreuve, elle remporte le classement par points et le prix de la combativité.

#### 2023-2024
En janvier, Jumbo-Visma annonce la prolongation du contrat de Vos jusqu'en fin d'année 2025. Ressentant des douleurs et un manque de force dans sa jambe gauche, elle subit en août une opération à l'artère iliaque gauche et met fin à sa saison.
Au printemps 2024, Vos remporte plusieurs courses, dont deux courses World Tour, le Circuit Het Nieuwsblad et l'Amstel Gold Race. Lors de la classique printanière À travers les Flandres, elle décroche la 250e victoire de sa carrière cycliste. À l'automne, elle gagne les championnats du monde de gravel . Aux Jeux olympiques de 2024 à Paris, elle décroche la médaille d'argent dans la course sur route.

## Palmarès sur route

### Palmarès par année
| - 2002 - Championne des Pays-Bas sur route cadettes - 2e du championnat des Pays-Bas de contre-la-montre cadettes - 2003 - 2e du championnat des Pays-Bas de contre-la-montre cadettes - 2004 - Championne du monde sur route juniors - 3e du championnat des Pays-Bas sur route juniors - 3e du championnat des Pays-Bas de contre-la-montre juniors - 5e du championnat du monde de contre-la-montre juniors - 2005 - Championne des Pays-Bas sur route juniors - Circuit de Borsele - Médaillée d'argent du championnat du monde sur route juniors - 3e du championnat des Pays-Bas de contre-la-montre juniors - 2006 - Championne du monde sur route - Championne d'Europe sur route espoirs - Championne des Pays-Bas sur route - Tour féminin en Limousin : - Classement général - 1re (contre-la-montre) et 3e étapes - Circuit de Borsele - 5e étape de Gracia Orlova - 4e étape du Trophée d'Or - 2e du RaboSter Zeeuwsche Eilanden - 2e du Tour de Toscane féminin-Mémorial Michela Fanini - 2e du Holland Hills Classic - 3e du Grand Prix Gerrie Knetemann - 2007 - Vainqueur du classement UCI - Classement final de la Coupe du monde - Championne d'Europe sur route espoirs - Flèche wallonne - Tour de Nuremberg - Circuit de Borsele - Ronde van Gelderland - Holland Hills Classic - Giro di San Marino : - Classement général - Prologue, 1re et 2e étapes - Ster Zeeuwsche Eilanden : - Classement général - 1re (contre-la-montre) et 2e étapes - 1re, 3e, 4e et 7e étapes du Tour de l'Aude - 7-Dorpenomloop van Aalburg - 2e et 3e étapes du Emakumeen Bira - 1re et 4e étapes du Tour d'Hollande féminin - Tour d'Italie : - Classement par points - 2e étape - Médaillée d'argent de la course en ligne aux championnats du monde - 2e du championnat des Pays-Bas sur route - 2e du Tour de Berne - 2e de l'Univé Tour de Drenthe - 2e de l'Omloop Door Middag-Humsterland - 2e du Emakumeen Bira - 3e du Tour des Flandres - 3e du Tour de Drenthe - 4e de la coupe du monde de Montréal - 6e du Tour de l'Aude - 7e du Grand Prix de Plouay - 10e de la course en ligne de l'Open de Suède Vårgårda - 2008 - Vainqueur du classement UCI - Championne des Pays-Bas sur route - Grand Prix international de Dottignies - Flèche wallonne - Gracia Orlova : - Classement général - 1re, 2e, 3e étapes (contre-la-montre) - Grand Prix de Santa Ana - Prologue, 1re, 2e étapes (contre-la-montre) de la Vuelta Ciclista Femenina a el Salvador - Vuelta a Occidente : - Classement général - Prologue, 1re, 2e étapes (contre-la-montre) - Iurreta-Emakumeen Bira : - Classement général - 1re, 2e, 3ea (contre-la-montre) et 4e étapes - 2e et 3e étapes (contre-la-montre) du Tour de Feminin - Krásná Lípa - 2ea étape du Tour de Toscane féminin-Mémorial Michela Fanini - Médaillée d'argent de la course en ligne aux championnats du monde - 2e de l'Univé Tour de Drenthe - 2e du Tour du Salvador - 3e de la Coupe du monde de cyclisme sur route féminine - 3e du Circuit de Borsele - 3e du Tour de Toscane féminin-Mémorial Michela Fanini - 4e du Tour de Nuremberg - 5e du Tour des Flandres - 6e de la course en ligne des Jeux olympiques de Pékin - 2009 - Vainqueur du classement UCI - Classement final de la Coupe du monde - Championne des Pays-Bas sur route - Trofeo Alfredo Binda-Comune di Cittiglio - Novilon Euregio Cup - Flèche wallonne - 1re étape de Gracia Orlova - 7-Dorpenomloop van Aalburg - 4e, 7e et 8e étapes du Tour de l'Aude - 4e étape de la Grande Boucle féminine internationale - 1re étape du Tour de Thuringe - Course en ligne de l'Open de Suède Vårgårda - 3e, 4ea (contre-la-montre) et 4eb du Tour de Bretagne - Holland Hills Classic - Holland Ladies Tour - 4e (contre-la-montre) et 6e étapes du Tour de Toscane féminin-Mémorial Michela Fanini - Médaillée d'argent de la course en ligne aux championnats du monde - 2e du Tour de Berne féminin - 2e du Circuit de Borsele - 2e du Tour de Thuringe - 2e du Grand Prix de Plouay - 2e du Tour de Bretagne Féminin - Médaillée de bronze au championnat d'Europe du contre-la-montre espoirs - Médaillée de bronze au championnat d'Europe sur route espoirs - 3e de la Grande Boucle féminine internationale - 3e du GP Costa Etrusca - Giro dei Comuni Rosignano-Livorno - 3e de Gracia Orlová - 3e du Tour de l'Aude - 5e du contre-la-montre par équipes de l'Open de Suède Vårgårda - 6e du Tour des Flandres - 6e du Tour de Nuremberg - 8e de l'Univé Tour de Drenthe - 2010 - Vainqueur du classement UCI - Classement final de la Coupe du monde - Championne des Pays-Bas du contre-la-montre - Trofeo Alfredo Binda-Comune di Cittiglio - Gracia Orlová : - Classement général - 1re, 4e et 5e étapes - 8e étape du Tour de l'Aude - 7-Dorpenomloop van Aalburg - 1re et 3eb étapes de l'Iurreta-Emakumeen Bira - Durango-Durango Emakumeen Saria - Tour d'Italie : - Classement par points - Classement de la meilleure jeune - 5e et 6e étapes - 3e et 5e étapes de la Route de France - Holland Ladies Tour : - Classement général - 3e et 7e étapes - 5e étape du Tour de Toscane féminin-Mémorial Michela Fanini - Médaillée d'argent du championnat du monde sur route - 2e du Tour des Flandres - 2e du championnat des Pays-Bas sur route - 2e du Grand Prix de Plouay - 3e du contre-la-montre par équipes de l'Open de Suède Vårgårda - 4e du Grand Prix de la Ville de Valladolid - 6e de la Flèche wallonne - - 7e du Tour d'Italie - 8e du Tour de l'Aude - 2011 - Vainqueur du classement UCI - Championne des Pays-Bas sur route - Championne des Pays-Bas du contre-la-montre - 1re et 4e étapes du Energiewacht Tour - Drentse 8 van Dwingeloo - Flèche wallonne - Univé Tour de Drenthe - Grand Prix Elsy Jacobs - Grand Prix Nicolas Frantz - 7-Dorpenomloop van Aalburg - Gooik-Geraardsbergen-Gooik - Grand Prix de la Ville de Valladolid - Durango-Durango Emakumeen Saria - Iurreta-Emakumeen Bira : - Classement général - 1re, 2e et 4e étapes - Rabo Ster Zeeuwsche Eilanden : - Classement général - 1re (contre-la-montre) et 3e étapes - Tour d'Italie : - Classement général - Classement par points - Classement de la montagne - 1re, 3e, 6e, 7e et 9e étapes - 4e étape du Trophée d'Or - Profile Ladies Tour : - Classement général - 1re, 5e et 6e étapes - Médaillée d'argent de la course en ligne aux championnats du monde - 2e de la Coupe du monde - 3e du Energiewacht Tour - 3e du Tour des Flandres - 3e du Circuit de Borsele - 3e du Grand Prix de Plouay - 5e du contre-la-montre par équipes de l'Open de Suède Vårgårda - 10e du championnat du monde du contre-la-montre - 2012 - Championne olympique sur route - Championne du monde sur route - Vainqueur du classement UCI - Classement final de la Coupe du monde - Tour d'Italie : - Classement général - Classement par points - 1re, 2e (contre-la-montre), 4e, 7e et 8e étapes - Tour de Drenthe - Novilon Euregio Cup - Trofeo Alfredo Binda-Comune di Cittiglio - Grand Prix Elsy Jacobs : - Classement général - 1re étape - Tour féminin en Limousin : - Classement général - 1re et 4e étapes - Grand Prix de Plouay - BrainWash Ladies Tour : - Classement général - 4e et 6e étapes - 2e du championnat des Pays-Bas sur route - 2e de la Flèche wallonne - 2e du GP Città di Cornaredo - 2e du Parkhotel Valkenburg Hills Classic - 2e du GP Comune di Cornaredo - 3e de Drentse 8 van Dwingeloo - 3e de l'Energiewacht Tour - 3e du contre-la-montre par équipes de l'Open de Suède Vårgårda - 3e de la course en ligne de l'Open de Suède Vårgårda | - 2013 - Championne du monde sur route - Classement final de la Coupe du monde - Drentse 8 van Dwingeloo - Tour de Drenthe - Tour des Flandres - Flèche wallonne - Course en ligne de l'Open de Suède Vårgårda - GP de Plouay-Bretagne - Grand Prix Elsy Jacobs : - Classement général - 2e étape - 7-Dorpenomloop van Aalburg - Durango-Durango Emakumeen Saria - 1re étape de l'Emakumeen Euskal Bira - Tour d'Italie : - Classement par points - 3e, 4e et 7e étapes - Trophée d'Or : - Classement général - 1re, 2e (contre-la-montre) et 4e étapes - Prologue, 2e et 3e étapes du Tour de Toscane féminin-Mémorial Michela Fanini - Médaillée d'argent au championnat du monde du contre-la-montre par équipes - 2e du championnat des Pays-Bas sur route - 2e du contre-la-montre par équipes de l'Open de Suède Vårgårda - 6e du Trofeo Alfredo Binda-Comune di Cittiglio - 6e du Tour d'Italie - 2014 - Tour d'Italie : - Classement général - Classement par points - 1re, 4e, 5e et 7e étapes - The Women's Tour : - Classement général - 3e, 4e et 5e étapes - Prologue et 2e étape du Festival luxembourgeois du cyclisme féminin Elsy Jacobs - 7-Dorpenomloop van Aalburg - Gooik-Geraardsbergen-Gooik - Durango-Durango Emakumeen Saria - 2e et 4e étapes d'Emakumeen Euskal Bira - La course by Le Tour de France - Tour de Bochum - Prologue et 2e étape du Tour de Norvège - 3e étape du Boels Ladies Tour - 2e étape du Lotto-Belisol Belgium Tour (contre-la-montre par équipes) - 2e du Festival luxembourgeois du cyclisme féminin Elsy Jacobs - 2e d'Emakumeen Euskal Bira - 2e du contre-la-montre par équipes de l'Open de Suède Vårgårda - 2e du Tour de Norvège - 2e du Grand Prix de Plouay - 3e du championnat des Pays-Bas sur route - 3e du championnat des Pays-Bas du contre-la-montre - 4e de la course en ligne de l'Open de Suède Vårgårda - 6e de la Flèche wallonne - 10e du championnat du monde sur route - 2015 - 2e du 7-Dorpenomloop van Aalburg - 2016 - Pajot Hills Classic - 7-Dorpenomloop van Aalburg - 3e étape du Tour de Californie - Zuidkempense Ladies Classic - 4e étape de The Women's Tour - 1re, 3e et 5e étapes du Tour de Thuringe - 2e étape du Tour de Belgique - 2e du Tour de Belgique - 2e du Grand Prix Bruno Beghelli - 3e du championnat des Pays-Bas sur route - 3e de La course by Le Tour de France - 3e du contre-la-montre par équipes de l'Open de Suède Vårgårda - 4e du Tour de Californie - 7e du championnat d'Europe sur route - 9e de la course en ligne aux Jeux olympiques d'été de Rio de Janeiro - 9e de la Flèche wallonne - 2017 - Championne d'Europe sur route - Trofee Maarten Wynants - 7-Dorpenomloop van Aalburg - Gooik-Geraardsbergen-Gooik - BeNe Ladies Tour : - Classement général - 2eb (contre-la-montre) et 3e étapes - Tour de Norvège - 1re étape du Tour de Belgique - 2e de la course en ligne de l'Open de Suède Vårgårda - 3e du Circuit de Borsele - 3e du Tour de Belgique - 4e de la RideLondon-Classique - 7e du Tour de Drenthe - 2018 - 8e étape du Tour d'Italie - Tour de Norvège : - Classement général - 1re, 2e et 3e étapes - BeNe Ladies Tour : - Classement général - 1re étape - Course en ligne de l'Open de Suède Vårgårda - Médaillée d'argent du championnat d'Europe sur route - 2e du Women's Tour - 2e de la RideLondon-Classique - 2e du Grand Prix de Plouay - 3e du Trofeo Alfredo Binda-Comune di Cittiglio - 3e de la Flèche brabançonne - 3e du championnat des Pays-Bas sur route - 5e du Tour de Drenthe - 5e du contre-la-montre par équipes du Tour de Norvège - 6e du contre-la-montre par équipes de l'Open de Suède Vårgårda - 10e de l'Amstel Gold Race - 2019 - Trofeo Alfredo Binda-Comune di Cittiglio - Tour de Yorkshire : - Classement général - 2e étape - 2e étape du Women's Tour - 2e, 3e, 7e et 10e étapes du Tour d'Italie - La course by Le Tour de France - Tour de Norvège : - Classement général - 2e, 3e et 4e étapes - Tour de l'Ardèche : - Classement général - 1re, 2e, 3e, 6e et 7e étapes - Médaillée d'argent de la course en ligne aux Jeux européens - 2e du championnat des Pays-Bas sur route - 2e de la course en ligne de l'Open de Suède Vårgårda - 3e de l'Amstel Gold Race - 3e du Tour du Guangxi - 4e de la Flèche wallonne - 6e du championnat du monde sur route - 6e de la RideLondon-Classique - 7e des Strade Bianche - 10e des Trois Jours de La Panne - 2020 - 3e, 5e et 6e étapes du Tour d'Italie - 2e de La course by Le Tour de France - 4e du championnat du monde sur route - 4e de Liège-Bastogne-Liège - 8e du championnat d'Europe sur route - 9e de la Flèche wallonne - 2021 - Gand-Wevelgem - Amstel Gold Race - 3e et 7e étapes du Tour d'Italie - Prologue, 4e et 5e étape du Simac Ladies Tour - Médaillée d'argent de la course en ligne aux championnats du monde - 2e du Trofeo Alfredo Binda-Comune di Cittiglio - 2e de Paris-Roubaix - 3e de La course by Le Tour de France - 3e du GP Oetingen - 4e du Simac Ladies Tour - 5e de la course en ligne des Jeux olympiques - 6e de Liège-Bastogne-Liège - 7e des Strade Bianche - 2022 - 3e et 5e étapes du Tour d'Italie - 2e et 6e étapes du Tour de France - 1re, 2e, 3e et 6e étapes du Tour de Scandinavie - 2e de Gand-Wevelgem - 7e des Strade Bianche - 2023 - 1re (contre-la-montre par équipes), 3e et 4e étapes de La Vuelta Femenina - 3e du championnat des Pays-Bas sur route - 10e d'À travers les Flandres - 10e de Paris-Roubaix - 2024 - Circuit Het Nieuwsblad - À travers les Flandres - Amstel Gold Race - 3e et 7e étapes de La Vuelta Femenina - Tour de Catalogne : - Classement général - 2e étape - Médaillée d'argent de la course en ligne des Jeux olympiques - 4e de Paris-Roubaix - 4e du Tour des Flandres - 7e de Liège-Bastogne-Liège - 8e du championnat du monde sur route - 9e des Strade Bianche - 2025 - 2e et 6e étapes du Tour d'Espagne - 1re étape du Tour de France - 2e de Milan-San Remo - 2e de la Flèche brabançonne - 4e du Trofeo Alfredo Binda-Comune di Cittiglio - 4e de Paris-Roubaix |

### Manches de Coupe du monde
Avec 19 victoires, Marianne Vos détient le record de victoires en Coupe du monde.
| - | Pas de participation | × | Pas d'épreuve |

| Année | Tour des Flandres | La Flèche Wallonne Féminine | Tour de Berne féminin | Coupe du monde cycliste féminine de Montréal | Grand Prix de Plouay | Trofeo Alfredo Binda Comune di Cittiglio | Tour de Drenthe | Open de Suède Vårgårda | Open de Suède Vårgårda TTT | Tour de Nuremberg | Grand Prix de la Ville de Valladolid | Tour de Bochum |
| ----- | ----------------- | --------------------------- | --------------------- | -------------------------------------------- | -------------------- | ---------------------------------------- | --------------- | ---------------------- | -------------------------- | ----------------- | ------------------------------------ | -------------- |
| 2006  | -                 | 29e                         | 7e                    | -                                            | -                    | x                                        | -               | -                      | x                          | -                 | x                                    | x              |
| 2007  | 3e                | Vainqueur                   | 2e                    | 4e                                           | 7e                   | x                                        | 3e              | 10e                    | x                          | Vainqueur         | x                                    | x              |
| 2008  | 5e                | Vainqueur                   | -                     | -                                            | -                    | -                                        | 2e              | -                      | -                          | 4e                | x                                    | x              |
| 2009  | 6e                | Vainqueur                   | 2e                    | -                                            | 2e                   | Vainqueur                                | 8e              | Vainqueur              | 5e                         | 6e                | x                                    | x              |
| 2010  | 2e                | 6e                          | x                     | x                                            | 2e                   | Vainqueur                                | 15e             | 11e                    | 3e                         | x                 | 4e                                   | x              |
| 2011  | 3e                | Vainqueur                   | x                     | x                                            | 3e                   | -                                        | Vainqueur       | 17e                    | 5e                         | x                 | Vainqueur                            | x              |
| 2012  | -                 | 2e                          | x                     | x                                            | Vainqueur            | Vainqueur                                | Vainqueur       | 3e                     | 3e                         | x                 | x                                    | x              |
| 2013  | Vainqueur         | Vainqueur                   | x                     | x                                            | Vainqueur            | 6e                                       | Vainqueur       | Vainqueur              | 2e                         | x                 | x                                    | x              |
| 2014  | -                 | 6e                          | x                     | x                                            | 2e                   | -                                        | -               | 4e                     | 2e                         | x                 | x                                    | Vainqueur      |

### Grands tours

#### Tour de l'Aude
- 2007 : 6e, vainqueur des 1re, 3e, 4e et 7e étapes. Porteuse du maillot de leader lors de la première étape[108].
- 2009 : 3e, vainqueur du classement par points et du classement de la meilleure jeune, vainqueur des 4e, 7e et 8e étapes.
- 2010 : 8e, vainqueur de la 8e étape

#### Tour d'Italie
13 participations :
- 2007 : 12e, vainqueur du  classement par points et de la 2e étape[109].
- 2010 : 7e, vainqueur du  classement par points et du  classement de la meilleure jeune, vainqueur des 5e et 6e étapes,  Maillot rose pendant 3 jours.
- 2011 :  vainqueur du classement général, du  classement par points et du  classement de la montagne, vainqueur des 1re, 3e, 6e, 7e et 9e étapes,  Maillot rose pendant 9 jours.
- 2012 :  vainqueur du classement général, du  classement par points, vainqueur des 1re, 2e (contre-la-montre), 4e, 7e et 8e étapes,  Maillot rose pendant 8 jours.
- 2013 : 6e,  vainqueur du classement par points, vainqueur des 3e, 4e et 7e étapes,  Maillot rose pendant 4 jours.
- 2014 :  vainqueur du classement général, du  classement par points, vainqueur des 1re, 4e, 5e et 7e étapes,  Maillot rose pendant 9 jours.
- 2018 : non-partante (9e étape), vainqueur de la 8e étape.
- 2019 : 20e, vainqueur des 2e, 3e, 7e et 10e étapes.
- 2020 : 11e,  vainqueur du classement par points, vainqueur des 3e, 5e et 6e étapes.
- 2021 : non-partante (9e étape), vainqueur des 3e et 7e étapes.
- 2022 : non-partante (7e étape), vainqueur des 3e et 5e étapes.
- 2023 : 48e
- 2025 : non-partante (7e étape)

#### Tour de France
3 participations :
- 2022 : 26e, vainqueur des 2e et 6e étapes,  vainqueur du classement par points,  du prix de la combativité,  maillot jaune pendant 5 jours
- 2023 : abandon ([[7e étape du Tour de France Femmes 2023|7e étape]])
- 2024 : 31e,  vainqueur du classement par points
- 2025 : 37e, vainqueur de la 1re étape,  maillot jaune pendant 3 jours

#### Tour d'Espagne
3 participations :
- 2023 : 26e, vainqueur des 1re (contre-la-montre par équipes), 3e et 4e étapes,  vainqueur du classement par points,  maillot rouge pendant 3 jours
- 2024 : 24e, vainqueur des 3e et 7e étapes,  vainqueur du classement par points,  maillot rouge pendant 1 jour
- 2025 : 40e, vainqueure des 2e et 6e étapes,  vainqueur du classement par points

### Championnats
|  | Année                                      | 2006 | 2007 | 2008 | 2009 | 2010 | 2011 | 2012 | 2013 | 2014 | 2015 | 2016 | 2017 | 2018 | 2019 | 2020 | 2021 | 2022 | 2023 | 2024 |
|  | Championnats du monde sur route            | 1re  | 2e   | 2e   | 2e   | 2e   | 2e   | 1re  | 1re  | 10e  | -    | 22e  | 48e  | -    | 6e   | 4e   | 2e   | 14e  | 47e  | 8e   |
|  | Championnats d'Europe sur route            | 1re* | 1re* | -    | 3e*  | -    | -    | -    | -    | -    | -    | 7e   | 1re  | 2e   | 13e  | 8e   | DNF  | -    | -    | -    |
|  | Championnats d'Europe contre-la-montre     | -    | -    | -    | 3e*  | -    | -    | -    | -    | -    | -    | -    | -    | -    | -    | -    | -    | -    | -    | -    |
|  | Championnats des Pays-Bas sur route        | 1re  | 2e   | 1re  | 1re  | 2e   | 1re  | 2e   | 2e   | 3e   | -    | 3e   | -    | 3e   | 2e   | 4e   | 8e   | 4e   | 3e   | 47e  |
|  | Championnats des Pays-Bas contre-la-montre | 5e   | -    | -    | 4e   | 1re  | 1re  | -    | -    | 3e   | -    | -    | -    | -    | -    | -    | -    | -    | -    | -    |

*Championnats moins de 23 ans

### Classements mondiaux
| Année                                 | 2006 | 2007 | 2008 | 2009 | 2010 | 2011 | 2012 | 2013 | 2014 | 2015 | 2016 | 2017 | 2018 | 2019 | 2020 | 2021 | 2022 | 2023 | 2024 |
| ------------------------------------- | ---- | ---- | ---- | ---- | ---- | ---- | ---- | ---- | ---- | ---- | ---- | ---- | ---- | ---- | ---- | ---- | ---- | ---- | ---- |
| Classement UCI                        | 2e   | 1re  | 1re  | 1re  | 1re  | 1re  | 1re  | 2e   | 1re  | 155e | 4e   | 3e   | 3e   | 2e   | 6e   | 3e   | 24e  | 52e  | 5e   |
| Coupe du monde                        | 57e  | 1re  | 3e   | 1re  | 1re  | 2e   | 1re  | 1re  | 3e   | nc   |      |      |      |      |      |      |      |      |      |
| UCI World Tour                        |      |      |      |      |      |      |      |      |      |      | 10e  | 11e  | 2e   | 1re  | 6e   | 4e   | 17e  | 43e  | 7e   |
|                                       |      |      |      |      |      |      |      |      |      |      |      |      |      |      |      |      |      |      |      |
| Légende : nc = non classéSource : UCI |      |      |      |      |      |      |      |      |      |      |      |      |      |      |      |      |      |      |      |

## Palmarès en cyclo-cross
- 2003-2004
  -  Médaillée d'argent au championnat d'Europe de cyclo-cross
- 2005-2006

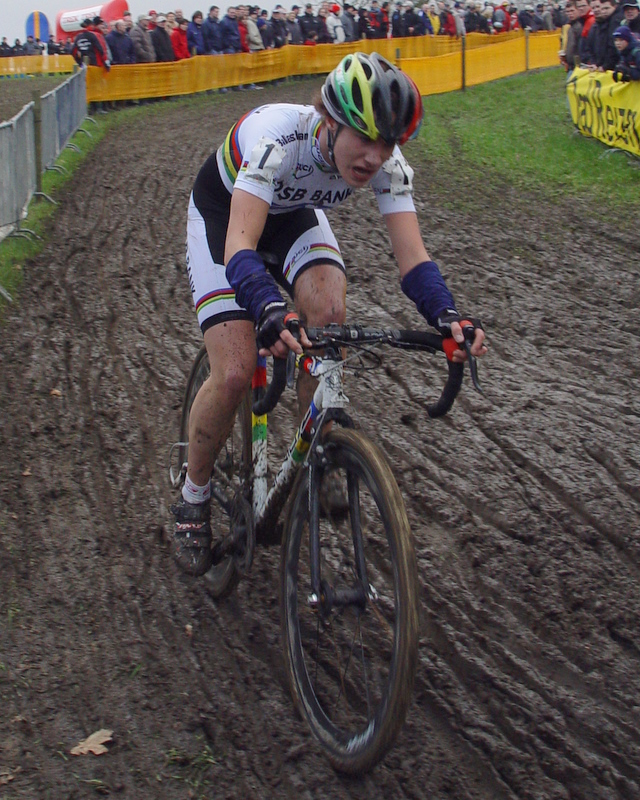
Marianne Vos en 2007.

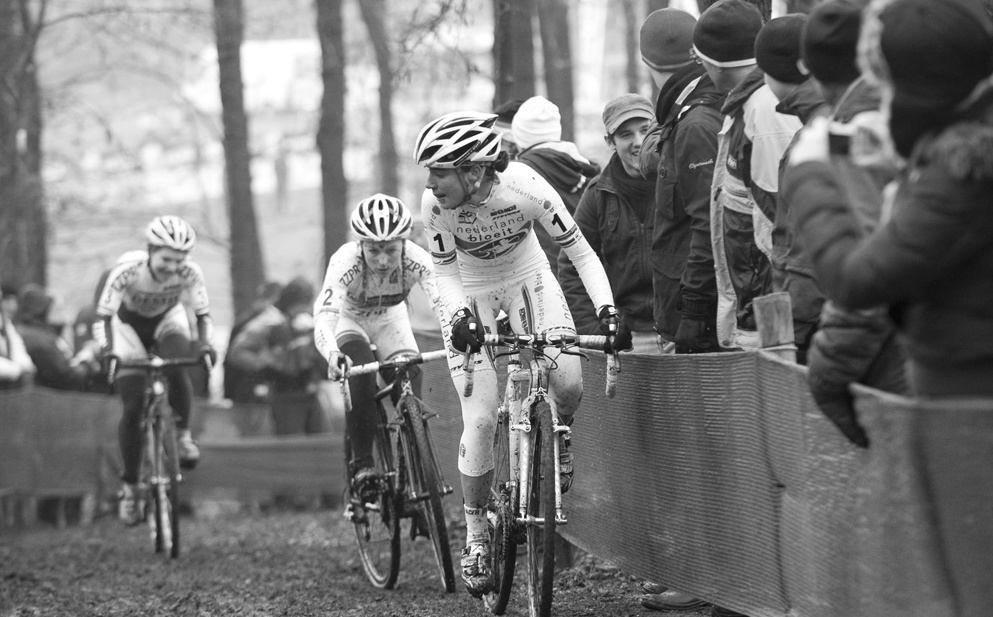
Marianne Vos (devant) lors de la coupe du monde de cyclo-cross 2009-2010.

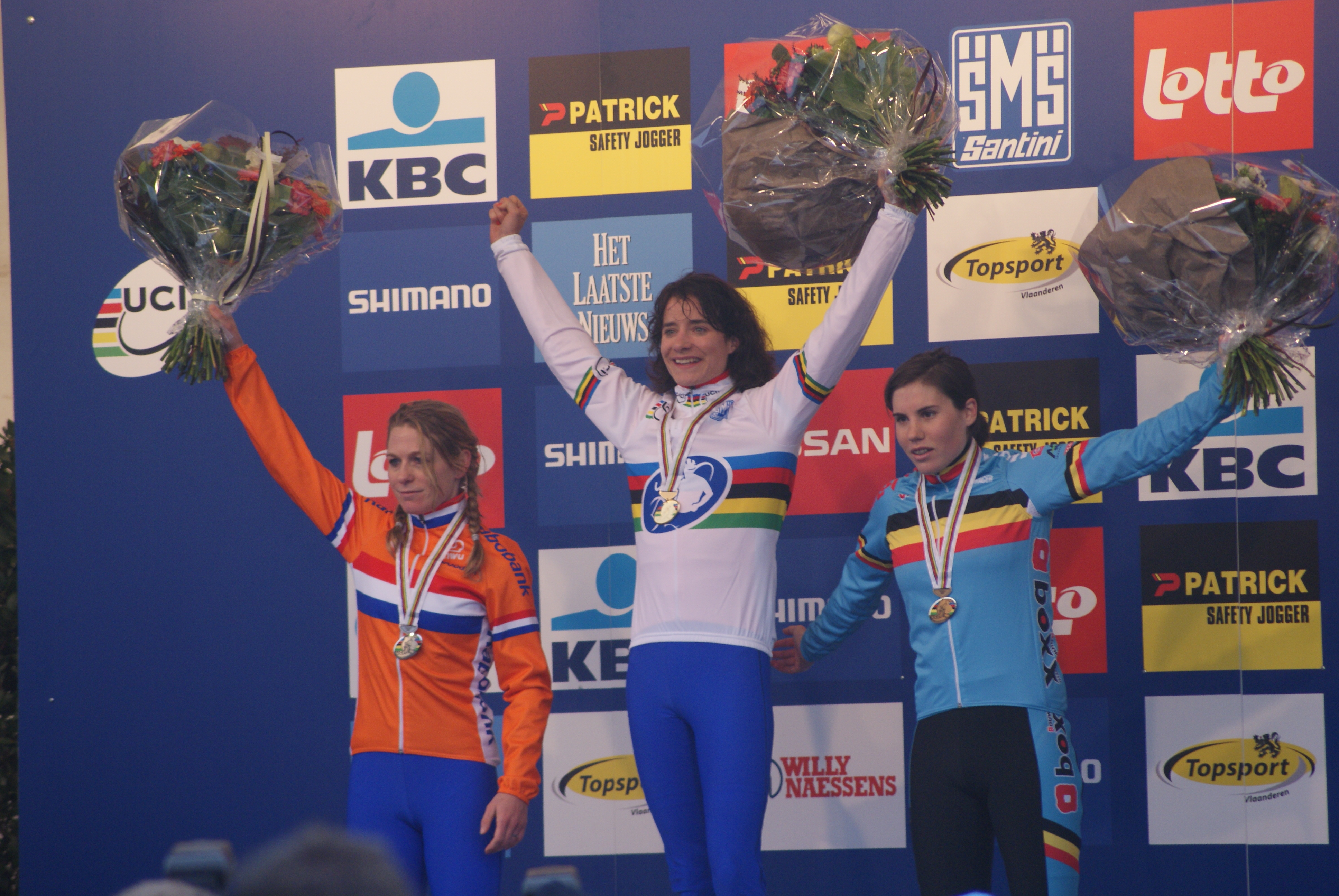
Marianne Vos (au centre) après sa victoire aux championnats du monde 2012.

  -  Championne du monde de cyclo-cross
  -  Championne d'Europe de cyclo-cross
- 2006-2007
  -  Médaillée de bronze au championnat d'Europe de cyclo-cross
- 2007-2008
  -  Médaillée d'argent du championnat du monde de cyclo-cross
- 2008-2009
  -  Championne du monde de cyclo-cross
  - Coupe du monde #6-Grand Prix Eric De Vlaeminck, Heusden-Zolder

- 2009-2010
  -  Championne du monde de cyclo-cross
  -  Championne d'Europe de cyclo-cross
  - Coupe du monde #3, Coxyde
  - Coupe du monde #5-Grand Prix Eric De Vlaeminck, Heusden-Zolder
  - Coupe du monde #7, Hoogerheide
  - Trophée GvA #4 - Krawatencross
  - Trophée GvA #5 - Internationale Sluitingsprijs
  - Jaarmarktcross Niel, Niel
  - 34 Int Rad-Cross, Francfort-sur-le-Main
  - Grand Prix Hotel Threeland, Pétange
  - Internationale Centrumcross van Surhuisterveen, Surhuisterveen
- 2010-2011
  -  Championne du monde de cyclo-cross
  -  Championne des Pays-Bas de cyclo-cross
  - Coupe du monde #6, Pontchâteau
  - Trophée GvA #3 - Azencross, Loenhout
  - Cauberg Cyclo-Cross, Fauquemont-sur-Gueule
  - Grand Prix Hotel Threeland, Pétange
  - Internationale Centrumcross van Surhuisterveen, Surhuisterveen
  - 3e de la Coupe du monde

- 2011-2012
  -  Championne du monde de cyclo-cross
  -  Championne des Pays-Bas de cyclo-cross
  - Coupe du monde #4, Namur
  - Coupe du monde #5-Grand Prix Eric De Vlaeminck, Heusden-Zolder
  - Coupe du monde #6, Liévin
  - Coupe du monde #7, Hoogerheide
  - Superprestige #5, Gieten
  - Superprestige #6, Diegem
  - Trophée GvA #2 - GP Rouwmoer, Essen
  - Trophée GvA #3 - Azencross, Loenhout
  - Trophée GvA #5 - Krawatencross, Lille
  - 37. Frankfurter Rad-Cross, Francfort-sur-le-Main
  - Internationale Centrumcross van Surhuisterveen, Surhuisterveen
  - Fidea Cyclocross Leuven, Louvain
  - Grand Prix Hotel Threeland, Pétange
  - Internationale Cyclo-Cross Rucphen, Rucphen
  - Cauberg Cyclo-Cross, Fauquemont-sur-Gueule
  - 2e de la Coupe du monde
- 2012-2013
  -  Championne du monde de cyclo-cross
  -  Championne des Pays-Bas de cyclo-cross
  - Coupe du monde #6-Grand Prix Eric De Vlaeminck, Heusden-Zolder
  - Coupe du monde #7, Rome
  - Coupe du monde #8, Hoogerheide
  - Trophée Banque Bpost #5 - Krawatencross, Lille
  - Grand Prix Hotel Threeland, Pétange
  - Internationale Centrumcross van Surhuisterveen, Surhuisterveen
  - Cyclocross Otegem, Otegem
  - Internationale Cyclo-Cross Rucphen, Rucphen
  - 6e de la Coupe du monde
- 2013-2014
  -  Championne du monde de cyclo-cross
  -  Championne des Pays-Bas de cyclo-cross
  - Coupe du monde #1 - Cauberg Cyclo-Cross, Fauquemont
  - Coupe du monde #7, Nommay
  - Trophée Banque Bpost #5 - Azencross, Loenhout
  - Internationale Centrumcross van Surhuisterveen, Surhuisterveen
  - Internationale Cyclo-Cross Rucphen, Rucphen
  - SOUDAL Cyclocross Leuven, Louvain
  - De Grote Prijs van Brabant, Bois-le-Duc
  - Kiremko Nacht van Woerden, Woerden
  - 3e de la Coupe du monde
- 2014-2015
  -  Championne des Pays-Bas de cyclo-cross
  - Coupe du monde #5-Grand Prix Eric De Vlaeminck, Heusden-Zolder
  - Superprestige #6, Diegem
  - Internationale Centrumcross van Surhuisterveen, Surhuisterveen
  -  Médaillée de bronze du championnat du monde de cyclo-cross
- 2016-2017
  -  Championne des Pays-Bas de cyclo-cross
  - Coupe du monde #7, Heusden-Zolder
  - Coupe du monde #8, Fiuggi
  - Coupe du monde #9, Hoogerheide
  - Superprestige #6, Diegem
  - IJsboerke Ladies Trophy #7, Baal
  - Internationale Centrumcross van Surhuisterveen, Surhuisterveen
  - Parkcross Maldegem, Maldegem
  -  Médaillée d'argent du championnat du monde de cyclo-cross
- 2017-2018
  - Parkcross Maldegem, Maldegem
- 2018-2019
  - Classement général de la Coupe du monde
    - Coupe du monde de cyclo-cross #1, Waterloo
    - Coupe du monde de cyclo-cross #3, Berne
    - Coupe du monde de cyclo-cross #7, Heusden-Zolder
    - Coupe du monde de cyclo-cross #8, Pont-Château

  - Superprestige #3, Ruddervoorde
  - Brico Cross Hotondcross - GP Mario De Clercq, Renaix
  - Nacht van Woerden, Woerden
  -  Médaillée d'argent au championnat d'Europe de cyclo-cross
  - 2e du championnat des Pays-Bas de cyclo-cross
  -   Médaillée de bronze du championnat du monde de cyclo-cross
- 2019-2020
  - Ethias Cross Essen, Essen
  - Ciclo-cross Ciudad de Xàtiva, Xàtiva
- 2020-2021
  - Ethias Cross Cyclocross Essen, Essen
- 2021-2022
  -  Championne du monde de cyclo-cross
  -  Championne des Pays-Bas de cyclo-cross
  - Coupe du monde de cyclo-cross #1, Waterloo
  - Coupe du monde de cyclo-cross #3, Iowa City
  - Coupe du monde de cyclo-cross #11, Rucphen
  - Coupe du monde de cyclo-cross #16, Hoogerheide
  - 5e de la Coupe du monde
- 2022-2023
  - X²O Badkamers Trofee #2, Courtrai
  - 9e du championnat d'Europe de cyclo-cross

## Palmarès sur piste

### Jeux olympiques
- Pékin 2008
  -  Championne olympique de la course aux points

### Championnats du monde
- Manchester 2008
  -  Championne du monde de la course aux points
- Apeldoorn 2011
  -  Championne du monde du scratch
  - 10e de la course aux points

### Coupe du monde
- 2007-2008
  - 1re de la course aux points à Pékin
  - 1re du scratch à Pékin
  - 1re du scratch à Copenhague

### Championnats des Pays-Bas
- Championne des Pays-Bas de course aux points : 2007
- Championne des Pays-Bas du scratch : 2007
- Championne des Pays-Bas de l'américaine : 2012 (avec Roxane Knetemann)

## Palmarès en gravel
- Brabant flamand 2024
  -  Championne du monde de gravel

## Distinctions
- Sportive néerlandaise de l'année : 2008, 2009 et 2013
- Cycliste néerlandaise de l'année : 2006, 2007, 2008, 2009, 2010[113], 2011[114], 2012[115], 2013, 2014[37] et 2024[116]
- Lauréate du trophée de l'Association internationale des organisateurs de courses cyclistes[117]
- UEC Hall of Fame[118]